# Ялчино (Ялчинська сільська рада)
Я́лчино (рос. Ялчино, башк. Ялсы) — присілок у складі Кугарчинського району Башкортостану, Росія. Адміністративний центр Ялчинської сільської ради.
Населення — 296 осіб (2010; 303 в 2002).
Національний склад:
- башкири — 94%